# Steudnera

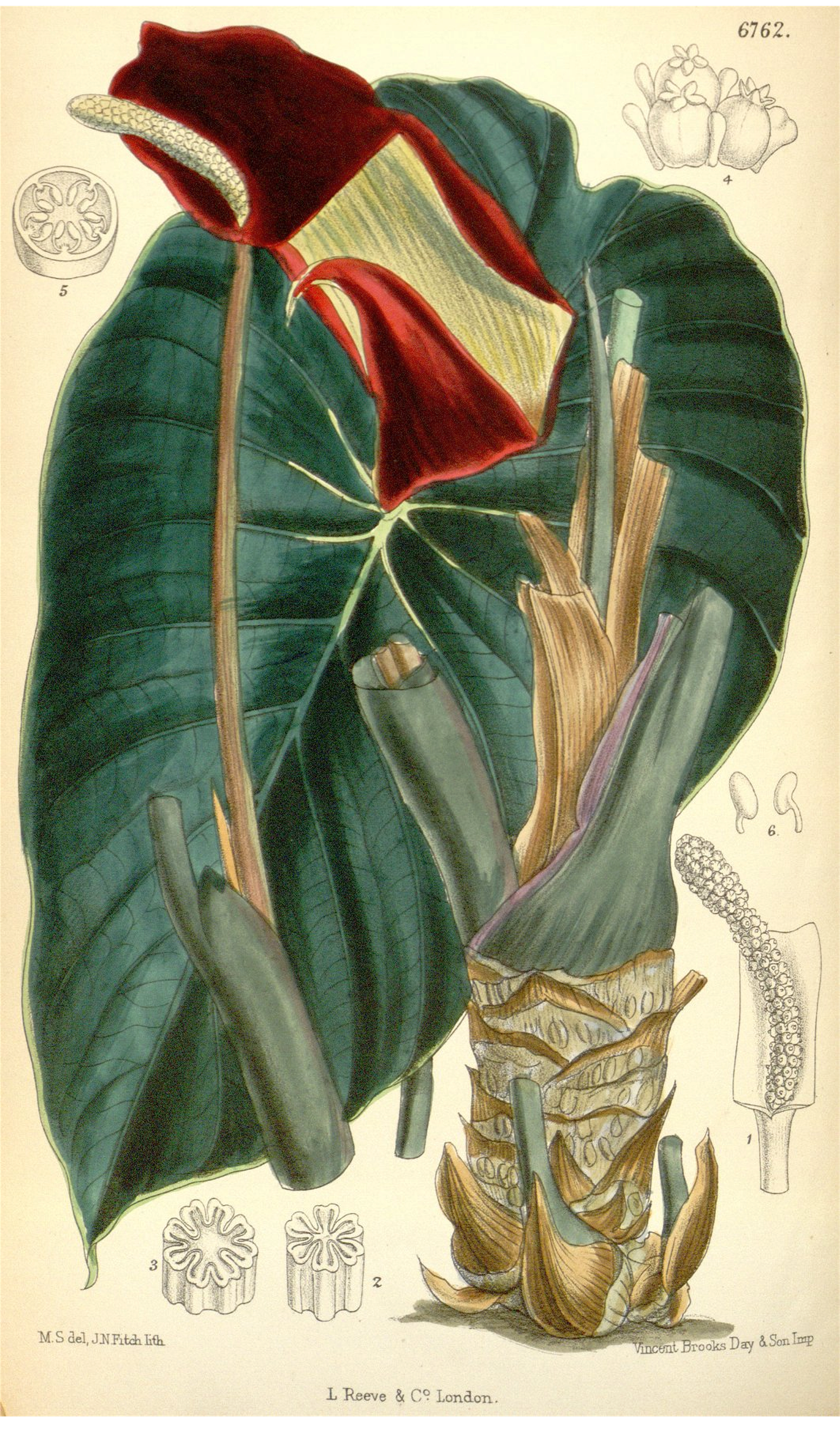
Steudnera assamica
(opisana jako S. colocasiifolia)

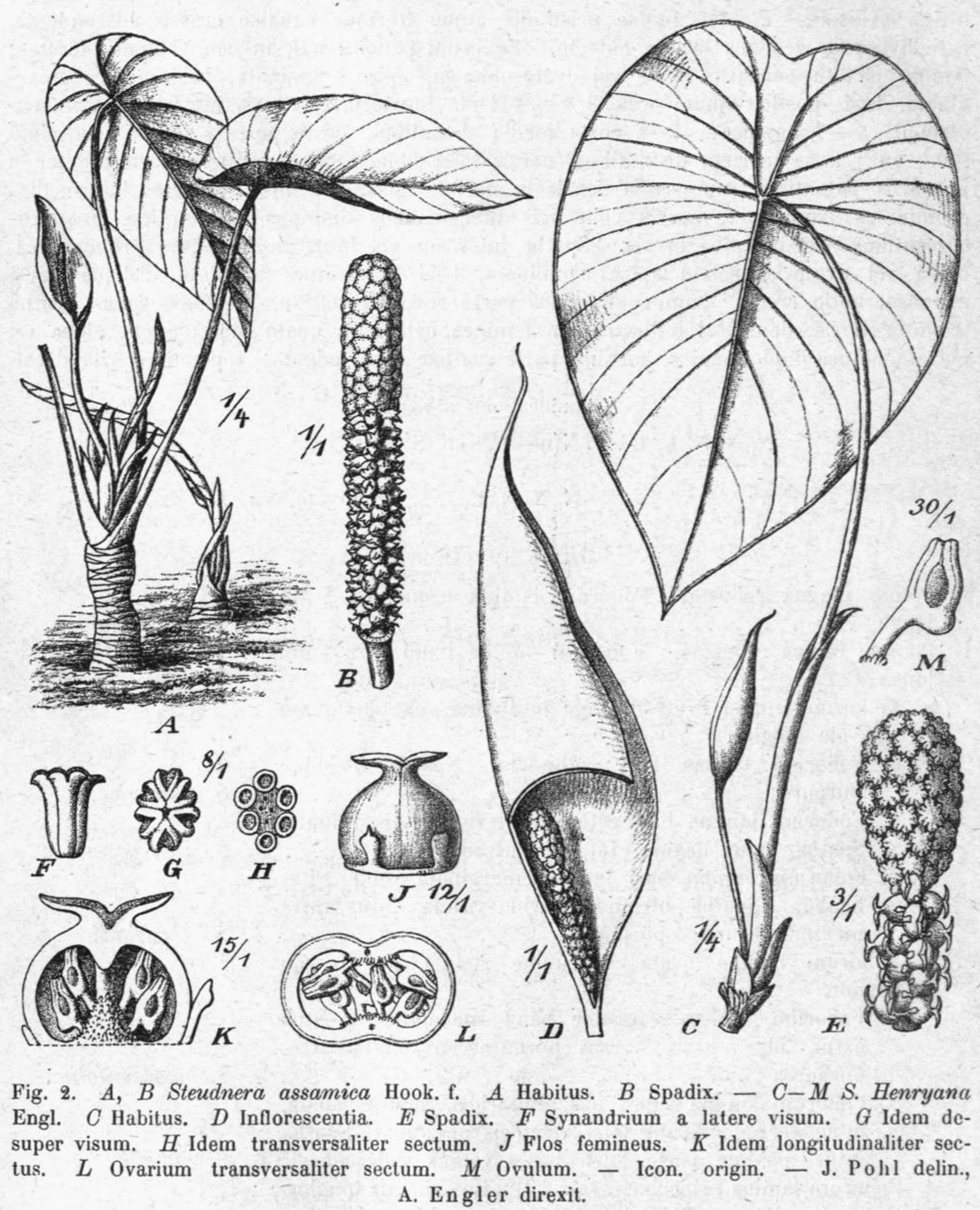
Steudnera assamica

Steudnera K.Koch – rodzaj niskopączkowych roślin zielnych, należący do rodziny obrazkowatych, liczący 9 gatunków, występujących w południowych Chinach oraz na obszarze od Asamu do Półwyspu Indochińskiego. Nazwa naukowa rodzaju została nadana na cześć Hermanna Steudnera, niemieckiego botanika, badacza flory Afryki, żyjącego w XIX wieku.

## Morfologia
PokrójŚrednie do rosłych rośliny zielne.
ŁodygaNaziemna, bardzo krótka, o długości od 5 do 8 cm, gruba, wzniesiona i pnio-podobna lub płożąca, otulona pozostałościami pochew liściowych po starych liściach.
LiścieRoślina tworzy na wierzchołku łodygi od jednego do kilku tarczowatych liści o blaszce jajowatej do jajowato-sercowatej, o długości od 10 (S. griffithi) do 60 cm (S. colocasioides), o spiczastym wierzchołku i zaokrąglonej nasadzie, zielonych, niekiedy z ciemnymi plamami między nerwami (np. S. discolor). Ogonki liściowe smukłe, o długości od kilku (S. assamica) do niemal 50 cm (S. colocasioides), matowo zielone, tworzące pochwę liściową.
KwiatyRośliny jednopienne, tworzące zwykle pojedynczy (lub dwa) kwiatostan typu kolbiastego pseudancjum. Szypułka zwykle o około połowę krótsza od ogonków liściowych, smukła, matowo zielona z matowo czerwonymi plamkami. Pochwa kwiatostanu jajowata do jajowato-lancetowatej, nie zwężona, o spiczastym wierzchołku i zaokrąglonej, krótko zwiniętej nasadzie; złoto-żółta z purpurową nasadą (S. discolor), złoto-żółta (S. colocasiifolia), czerwonopurpurowa (S. assamica), żółto-zielona z brązowo-purpurową nasadą (S. griffithi), kremowo-żółta (S. colocasioides), purpurowa z purpurowo-brązową nasadą (S. gagei) lub żółto-brązowa (S. capitellata), o długości od 5 (S. griffithi) do 23 cm (S. colocasioides). W okresie kwitnienia pochwa otwiera się, a po przekwitnięciu jej górna część się odchyla. Kolba dużo krótsza od pochwy (przeciętnie o długości około 2,5 cm), smukła lecz maczugowata, na najniższym odcinku, pokrytym kwiatami żeńskimi, przylega do pochwy. Fragment ten bezpośrednio sąsiaduje z położonym wyżej, krótszym odcinkiem pokrytym kwiatami męskimi. Wyrostek kolby nieobecny. Kwiaty męskie 3-6-pręcikowe, tworzące synandrium, stłoczone. Pylniki równowąskie, otwierające się przez szczytowy otworek, tworzące płaską, ząbkowaną koronę, zbiegające się do kolumnowatego, głęboko żłobkowanego trzonu złożonego ze zrośniętych nitek pręcików. Kwiaty żeńskie zwykle otoczone przez od 2 do 5 krótkich prątniczek. Zalążnie niemal kuliste, stłoczone, jednokomorowe, zawierające wiele ortotropowych zalążków, rozwijających się z 2–5 położonych parietalnie łożysk. Znamiona słupków składają się z pięciu promienistych płatków.
OwoceWielonasienne jagody. Nasiona z żeberkowaną łupiną.
GenetykaLiczba chromosomów 2n = 28, 56.
Gatunki podobnePrzedstawiciele rodzaju Remusatia, od których różnią się obecnością prątniczek wokół zalążni, nie zwężoną pochwą kwiatostanu, typem łodygi (u Remusatia łodyga zredukowana do bulwy pędowej) i brakiem rozłogów.

## Systematyka
Rodzaj należy do plemienia Colocasieae, podrodziny Aroideae z rodziny obrazkowatych.
Gatunki
- Steudnera assamica Hook.f.
- Steudnera capitellata Hook.f.
- Steudnera colocasiifolia K.Koch
- Steudnera colocasioides Hook.f.
- Steudnera discolor W.Bull
- Steudnera gagei K.Krause in H.G.A.Engler
- Steudnera griffithii (Schott) Hook.f.
- Steudnera henryana Engl.
- Steudnera kerrii Gagnep.

## Zastosowanie
Rośliny ozdobnePrzedstawiciele rodzaju są od dawna uprawiane w ogrodach botanicznych. Bardzo rzadko spotykane są w uprawie prywatnej, jako rośliny pokojowe. W Chinach gatunek S. colocasiifolia jest uprawiany w ogrodach jako roślina lecznicza.
Rośliny leczniczeGatunek S. colocasiifolia stosowana jest w tradycyjnej medycynie chińskiej (gdzie jest określana jako dam pu).